# Jan Pronk (Radsportler)

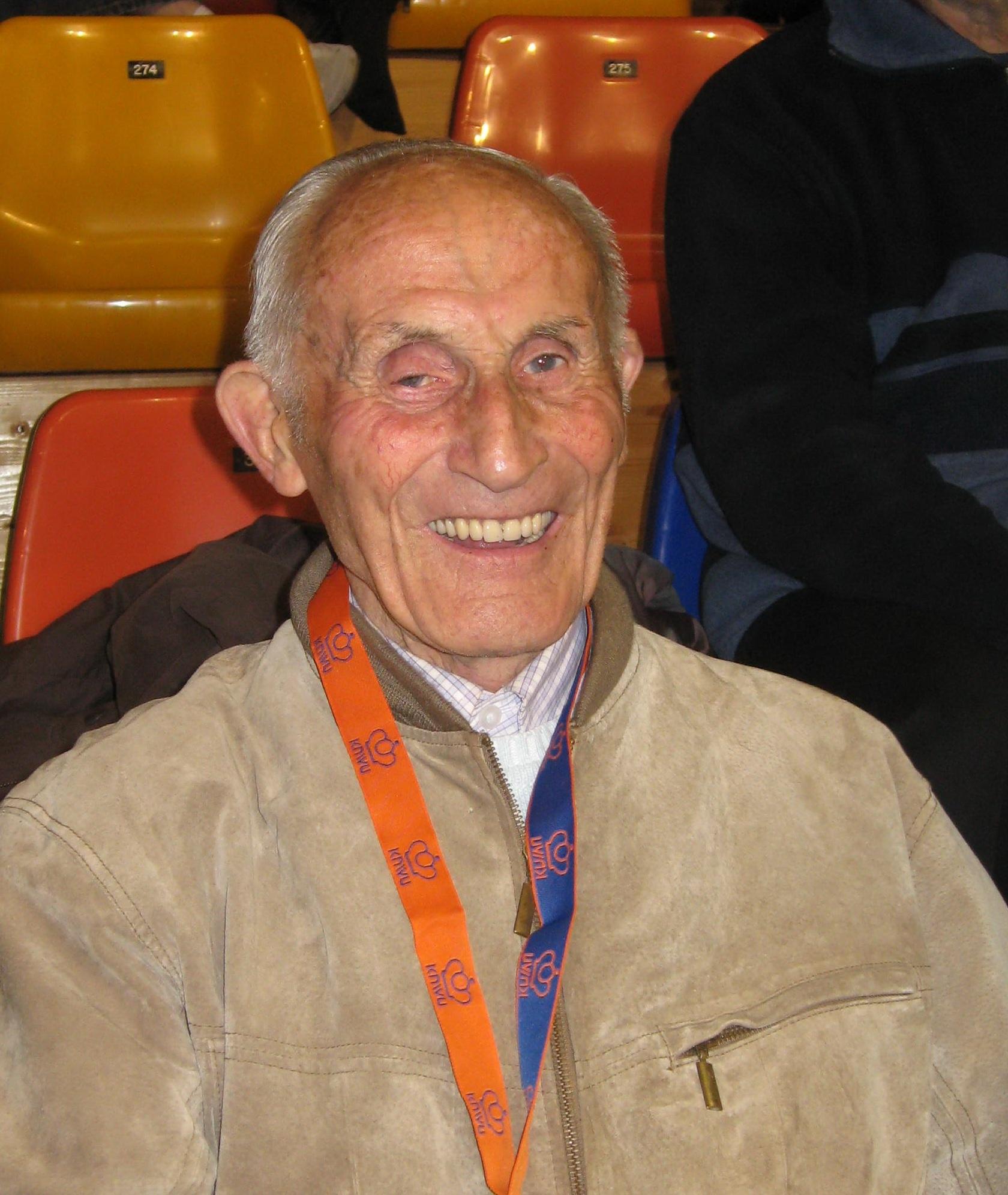
Jan Pronk bei der Steher-EM 2007 in Alkmaar

Jan Pronk (* 19. Oktober 1918 in Den Helder; † 15. März 2016 in Egmond) war ein niederländischer Radrennfahrer.

## Karriere
In den 1940er und 1950er Jahren war Jan Pronk einer der besten Steher der Niederlande. Achtmal wurde er zwischen 1944 und 1957 niederländischer Steher-Meister. Auch international war er erfolgreich: Bei den Bahn-Weltmeisterschaften 1951 erlangte er hinter seinem Schrittmacher Frits Wiersma den Titel, 1947 wurde er Dritter, 1949, 1950 und 1954 Zweiter bei Weltmeisterschaften.
Den Weltmeistertitel von 1951 erreichte Pronk mit einem Trick: Sein Landsmann Kees Bakker ließ sich auf den letzten Platz zurückfallen, von Pronk überrunden und verhinderte im Verlauf des Rennens, dass er von Pronks Konkurrenten überholt wurde. Bakker wurde von Pronk für diesen Dienst bezahlt, den WM-Titel feierten die beiden auf der Rückfahrt im Zug mit Champagner. Diese Art von Hilfsdienst ist heute offiziell verboten.
Nach Beendigung seiner Radsportkarriere eröffnete Jan Pronk ein Tabakwarengeschäft.